# Nicefor (współcesarz)
Nicefor (gr. Νικηφόρος) – współcesarz bizantyński w latach 742–743.

## Życiorys
Był synem Anny, córki Leona III Izauryjczyka i Artabasdesa. Jego ojciec w 741 dokonał uzurpacji przejmując władzę w Konstantynopolu. Nicefor panował w latach 742-743 jako jego współcesarz. Artabasdes i Nicefor zostali uznani w Rzymie przez papieża za legalnych cesarzy. Prawowity cesarz stanął we wrześniu 743 roku pod murami stolicy. Po krótkim oblężeniu Konstantyn V Kopronim 2 listopada 743 wkroczył do stolicy. Nicefor wraz z ojcem i bratem Nicetasem zostali ośmieszeni na hipodromie w Konstantynopolu, a następnie oślepieni.